# Ромеро, Марко
Марко Ромеро (англ. Marco Romero; 21 ноября 2005, Оверленд-Парк, США) — американский боксёр-профессионал.
Чемпион США (2023) и победитель турнира «Золотые перчатки» (2024) среди любителей.

## Биография
Родился 21 ноября 2005 года в Оверленд-Парк, штат Канзас.
Назван в честь мексиканского боксёра Марко Антонио Барреры.
Болеет за команду по американскому футболу «Канзас-Сити Чифс».

## Любительская карьера
Начал заниматься боксом в 7 лет.
Своими любимыми боксёрами называет Хулио Сесара Чавеса, Марко Антонио Барреру и Сауля Альвареса.
Занимался в зале «Turner Boxing», тренер — Джон Браун.
В апреле 2021 года стал чемпионом США (за 2020 год) среди юниоров в 1-м среднем весе (до 69,9 кг).
В декабре 2022 года стал чемпионом США среди юношей в среднем весе (до 75 кг).

### Чемпионат США[англ.]2023
Выступал в среднем весе (до 75 кг). В четвертьфинале победил Скайлара Кормье. В полуфинале победил Аарона Томпсона. В финале победил Калеба Сандерса.

### Золотые перчатки2024
Выступал в среднем весе (до 75 кг). В 1/16 финала победил Боаза Нишимве. В 1/8 финала победил Кевина Уитакера. В четвертьфинале победил Карлоса Лопеса. В полуфинале победил Чейза Стэнли. В финале победил Мелвина Мартинеса.

## Профессиональная карьера
Дебютировал на профессиональном ринге 15 июня 2024 года, победив нокаутом во 2-м раунде.

## Статистика боёв
В таблице перечислены результаты всех поединков боксёров.
В каждой строке указан результат поединка. Дополнительно номер поединка обозначен цветом, который обозначает итог поединка. Расшифровка обозначений и цветов представлена в нижеследующей таблице.
| Пример | Расшифровка                     |
| ------ | ------------------------------- |
|        | Победа                          |
|        | Ничья                           |
|        | Поражение                       |
|        | Планируемый поединок            |
|        | Поединок признан несостоявшимся |
| КО     | Нокаут                          |
| ТКО    | Технический нокаут              |
| PTS    | Решение судей (по очкам)        |
| UD     | Единогласное решение судей      |
| MD     | Решение большинства судей       |
| SD     | Раздельное решение судей        |
| RTD    | Отказ от продолжения боя        |
| DQ     | Дисквалификация                 |
| NC     | Поединок признан несостоявшимся |

| Бой | Дата             | Соперник                         | Место проведения                                        | Результат | Примечание         |
| --- | ---------------- | -------------------------------- | ------------------------------------------------------- | --------- | ------------------ |
| 7   | 24 мая 2025      | Ноа Кидд (10-13-2)               | Evergy Plaza, Топика, Канзас, США                       | NC2 (6)   |                    |
| 6   | 12 апреля 2025   | Эбер Рондон (20-7)               | Eclipse Event Center, Денвер, Колорадо, США             | KO1 (6)   |                    |
| 5   | 14 марта 2025    | Айзек Джонсон (4-14-1)           | Denver A.C., Денвер, Колорадо, США                      | TKO2 (4)  |                    |
| 4   | 9 ноября 2024    | Орландо Сальгадо (3-5)           | Exposition Building, Портленд, Мэн, США                 | TKO1 (4)  |                    |
| 3   | 13 сентября 2024 | Марсело Фабиан Бзовски (11-27-4) | Hilton Tampa Downtown, Тампа, Флорида, США              | UD4 (4)   | Счёт: 40-36 (все). |
| 2   | 26 июля 2024     | Виктор Прадис (2-0)              | Tropicana Atlantic City, Атлантик-Сити, Нью-Джерси, США | TKO2 (4)  |                    |
| 1   | 15 июня 2024     | Джонатан Гэри (2-1)              | Cross Insurance Arena, Портленд, Мэн, США               | TKO2 (4)  |                    |
| Бой | Дата             | Соперник                         | Место проведения                                        | Результат | Примечание         |

## Титулы и достижения

### Любительские
- 2020  Чемпион США среди юниоров в 1-м среднем весе (до 69,9 кг).
- 2022  Чемпион США среди юношей в среднем весе (до 75 кг).
- 2023  Чемпион США в среднем весе (до 75 кг).
- 2024  Победитель турнира «Золотые перчатки» в среднем весе (до 75 кг).